# Saint-Bard
 Saint-Bard  es una comuna (municipio) de Francia, en la región de Lemosín, departamento de Creuse, en el distrito de Aubusson y cantón de Crocq.
Su población en el censo de 1999 era de 101 habitantes.
Está integrada en la Communauté de communes du Haut Pays Marchois.

## Demografía
| 132 | 142 | 133 | 114 | 117 | 101 |
| Para los censos de 1962 a 1999 la población legal corresponde a la población sin duplicidades (Fuente: INSEE [Consultar]) |     |     |     |     |     |